# 奈比都足球會
奈比都足球會（內比都亦有寫成奈比都）是緬甸內比都的一所足球會，於2010年成立，為緬甸全國足球聯賽的參賽球會之一。球會於2014年首次參加亞洲球會賽事，在2014年亞洲足協盃小組賽出局。

## 站外連結
- 內比都足球會官方網站
- 內比都足球會Facebook官方專頁 （页面存档备份，存于）